# Maximiliano Añasco
Maximiliano Nahuel Añasco Dornells (Salto, 4 maggio 2001) è un calciatore uruguaiano, centrocampista del Cerro Largo.

## Carriera
Añasco è cresciuto nel settore giovanile del Danubio, con cui ha firmato il primo contratto professionistico nell'aprile del 2021. Ha debuttato il 2 giugno seguente nell'incontro di Segunda División pareggiato 0-0 contro il Central Español. Nel 2022 è stato ceduto in prestito per una stagione al Sud América, con cui il 16 aprile ha trovato il primo gol in carriera nel successo per 1-0 contro l'Uruguay Montevideo.
Rientrato brevemente al Danubio, a metà 2023 è passato al Rampla Juniors prima in prestito, e nel 2024 a titolo definitivo.

## Statistiche

### Presenze e reti nei club
Statistiche aggiornate al 20 maggio 2024.
| Stagione        | Squadra         | Campionato      | Campionato | Campionato | Coppe nazionali | Coppe nazionali | Coppe nazionali | Coppe continentali | Coppe continentali | Coppe continentali | Altre coppe | Altre coppe | Altre coppe | Totale | Totale | Totale |
| Stagione        | Squadra         | Comp            | Pres       | Reti       | Comp            | Pres            | Reti            | Comp               | Pres               | Reti               | Comp        | Pres        | Reti        | Pres   | Reti   |        |
| --------------- | --------------- | --------------- | ---------- | ---------- | --------------- | --------------- | --------------- | ------------------ | ------------------ | ------------------ | ----------- | ----------- | ----------- | ------ | ------ | ------ |
| 2021            | Danubio         | SD              | 2          | 0          |                 | -               | -               |                    | -                  | -                  |             | -           | -           | 2      | 0      |        |
| 2022            | Sud América     | SD              | 22         | 3          | CU              | 1               | 1               |                    | -                  | -                  |             | -           | -           | 23     | 4      |        |
| 2023            | Danubio         | PD              | 7          | 0          | CU              | 0               | 0               | CS                 | 1                  | 0                  |             | -           | -           | 8      | 0      |        |
| 2023            | Rampla Juniors  | SD              | 17         | 4          | CU              | 0               | 0               |                    | -                  | -                  |             | -           | -           | 17     | 4      |        |
| 2024            | Rampla Juniors  | PD              | 11         | 1          | CU              | 0               | 0               |                    | -                  | -                  |             | -           | -           | 11     | 1      |        |
| Totale carriera | Totale carriera | Totale carriera | 59         | 8          |                 | 1               | 1               |                    | 1                  | 0                  |             | -           | -           | 61     | 9      |        |